# تريسكليون

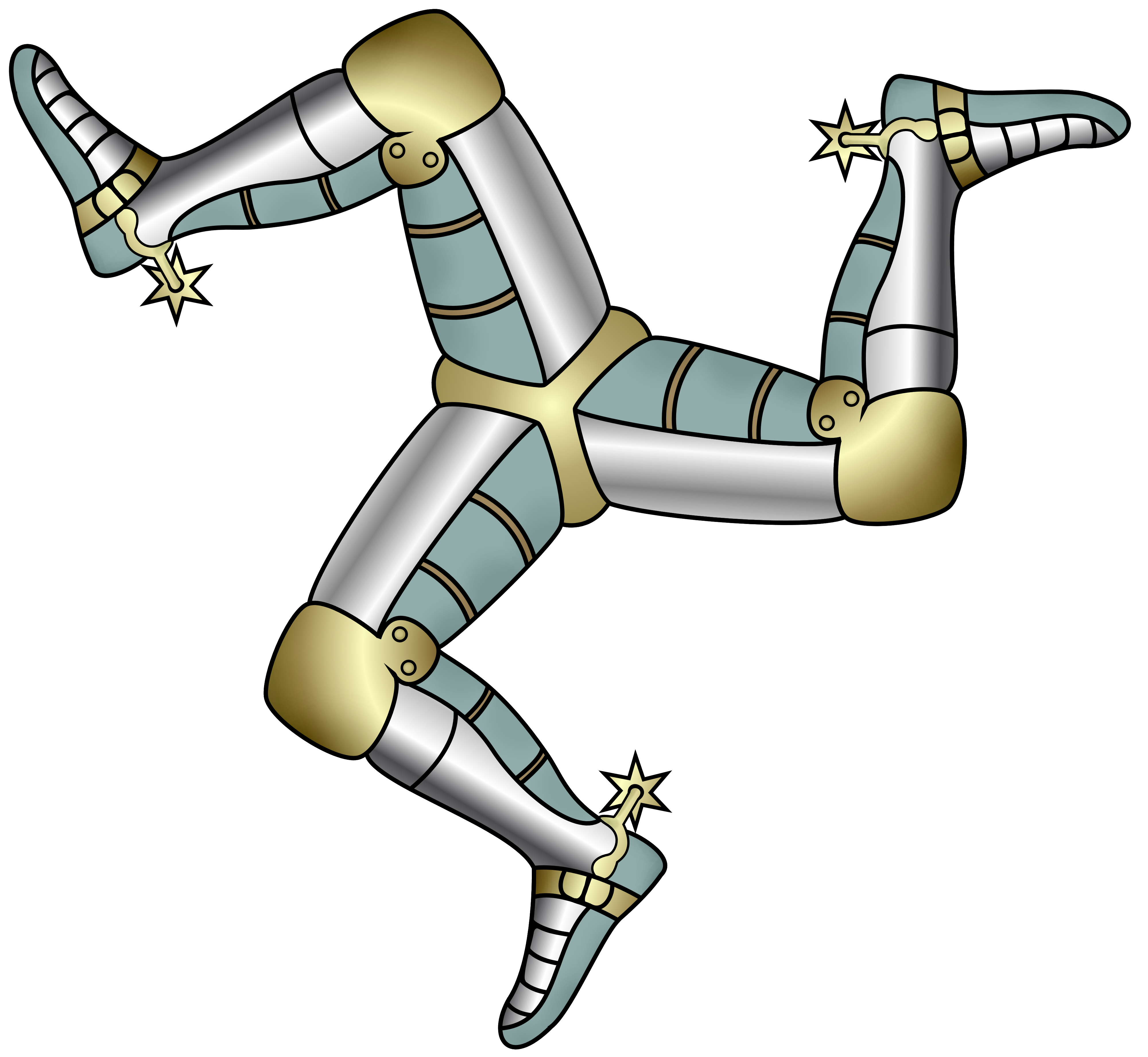
تريسكليون مكون من ثلاثة أرجل هو الرمز الوطني لجزيرة مان

التريسكليون (يوناني الأصل معناه "ثلاثي الأرجل") أو الرمز الكلتي هو رمز يتكون من ثلاثة لوالب متشابكة، أو ثلاثة أرجل بشرية محنية أو مقوسة، أو أي رمز مماثل مكون من ثلاثة نتوءات متماثلة ومتكررة بالتناوب ثلاثة مرات. كلتا الكلمتين مشتقتين من اللغة اليونانية.
و التريسكليون هو رمز وطني في بريتاني ، وكذلك في جزيرة مان وصقلية.

## معرض الصور

شعار الفيلق الإيرلندي للطيران.
ختم وزارة النقل و المواصلات الأمريكية.
علم دولة إنغوشيتيا.
علم حركة المقاومة الأفريكانية.
الصندوق العالمي لمكافحة الإيدز والسل والملاريا
شعار انتساب أخوة التريسكليون الكبرى.
علم جزيرة مان.

## وصلات خارجية
- Triskelion at symbols.com
- Triple spiral at symbols.com
- John Newton, "Armorial bearings of the Isle of Mann," in Manx Notebook, January 1886